# Upminster
Upminster is een van de 18 wijken in het Londense bestuurlijke gebied (borough) Havering, in de regio Groot-Londen.
Upminster was oorspronkelijk een agrarisch dorp in het graafschap Essex. De 13e-eeuwse Sint-Laurentiuskerk is de oorspronkelijke parochiekerk of minster, waaraan de plaats zijn naam dankt. Van de kerk is alleen de kerktoren nog in oorspronkelijke staat. In Upminster ligt een beschermde windmolen uit 1803, een achtkante bovenkruier, een van de weinige overgebleven windmolens in Groot-London. Het Station Upminster (oorspronkelijk uit 1885; fors uitgebreid in 1932) is een spoorwegstation aan de London, Tilbury & Southend Railway (National Rail) en de London Overground, en tevens een metrostation aan de District Line. In de 20e eeuw ontwikkelde het dorp zich tot een perifere, maar relatief goed bereikbare woonwijk van Londen met merendeels laagbouwwoningen. In 1965 werd de wijk officieel onderdeel van Groot-Londen.

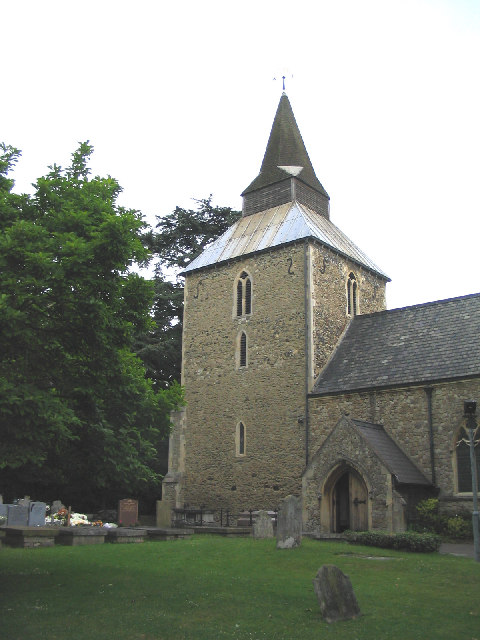
Middeleeuwse kerktoren
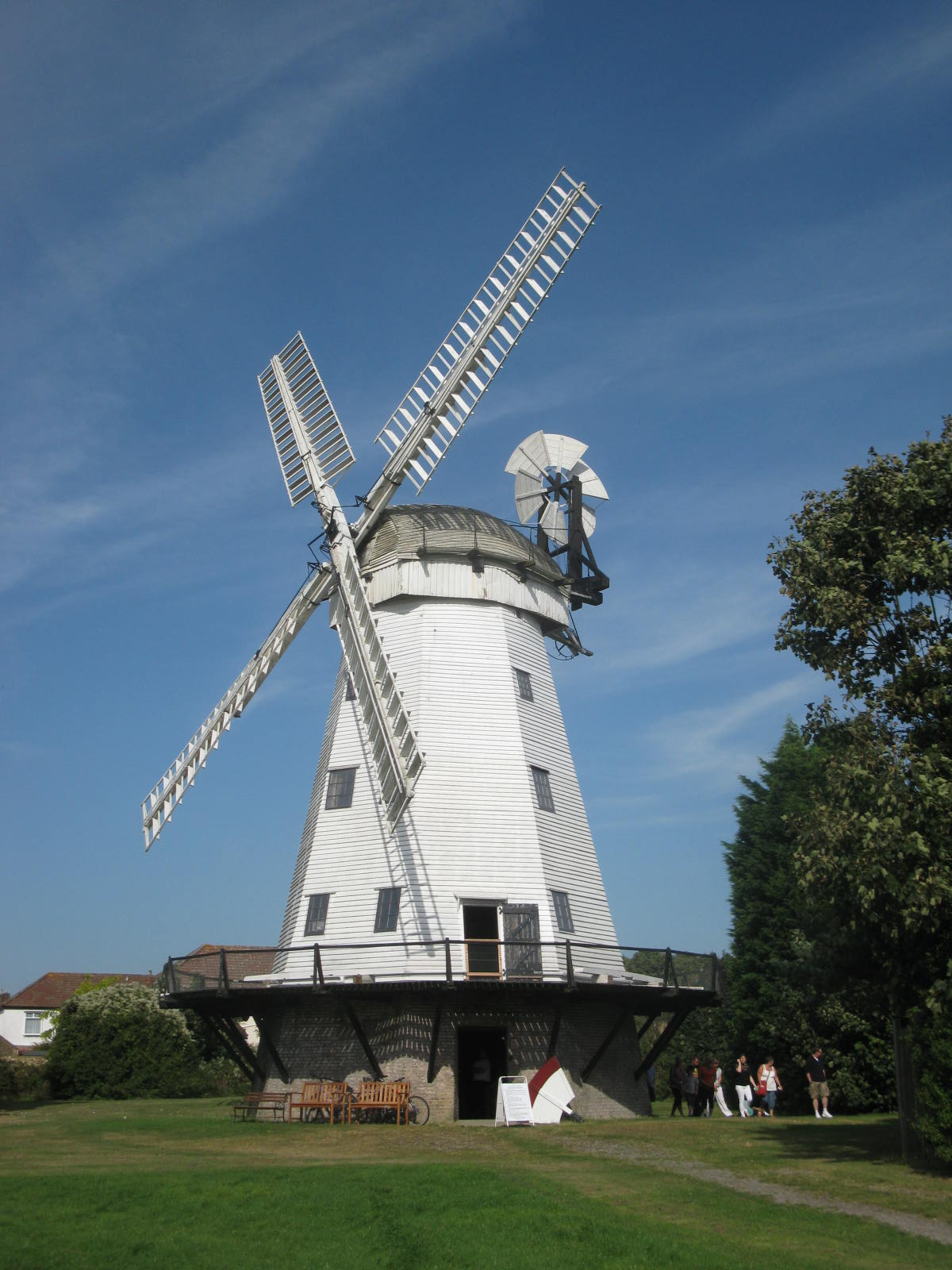
Windmolen uit 1803
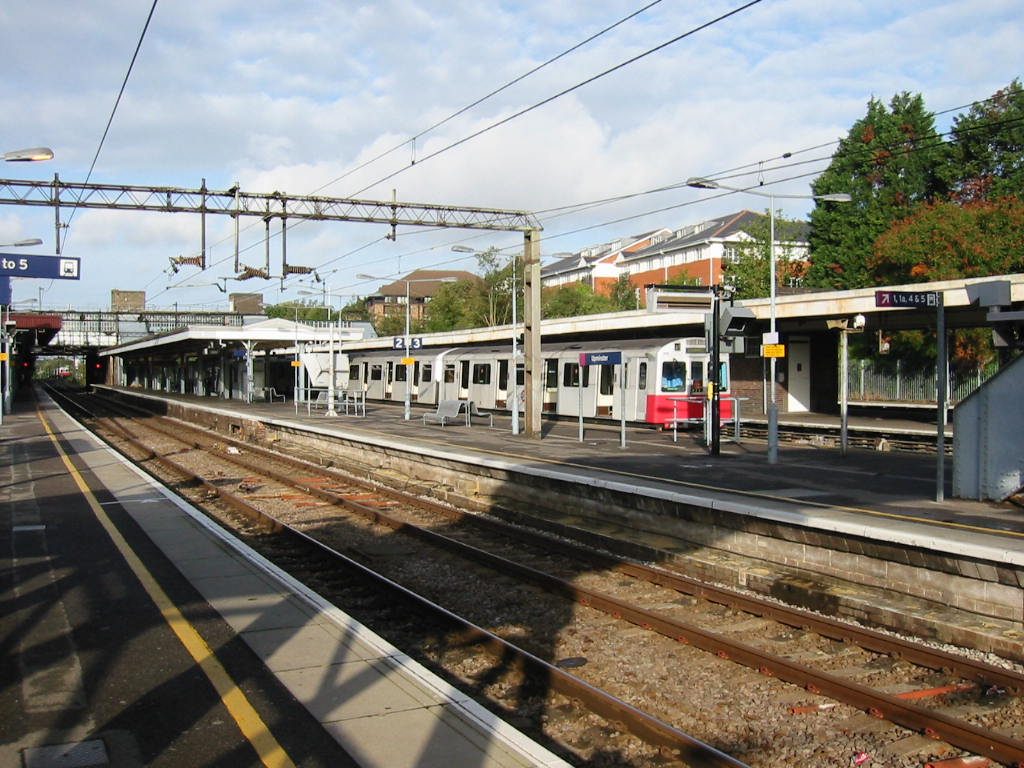
Station Upminster